# سفیدبازها
سفیدبازها (نام علمی: Leucopternis) نام یک سرده از تیره بازان است.

## گونه‌ها
- Semiplumbeous hawk (Leucopternis semiplumbeus)
- Black-faced hawk (Leucopternis melanops)
- White-browed hawk (Leucopternis kuhli)